# Natação nos Jogos Olímpicos de Verão da Juventude de 2014 - 200 m livres Moças
As provas de natação' dos' 200 m livres de moças nos Jogos Olímpicos de Verão da Juventude de 2014 decorreram a 19 e 20 de Agosto de 2014 no natatório do Centro Olímpico de Desportos de Nanquim em Nanquim, China. Na final, Shen Duo da China foi campeã Olímpica, a Prata foi da também chinesa Qiu Yuhan, e a australiana Brianna Throssel ganhou o Bronze.

## Medalhistas
| Ouro   | CHN Shen Duo         |
| Prata  | CHN Qiu Yuhan        |
| Bronze | AUS Brianna Throssel |

## Resultados da final
| Pos.              | Linha | Nadador                 | Tempo total | Diferença |
| ----------------- | ----- | ----------------------- | ----------- | --------- |
| Medalha de ouro   | 4     | CHN Duo Shen            | 1:56.12     |           |
| Medalha de prata  | 5     | CHN Yuhan Qiu           | 1:56.82     | +0.70     |
| Medalha de bronze | 3     | AUS Brianna Throssel    | 1:58.57     | +2.45     |
| 4                 | 8     | GBR Amela Maughan       | 1:59.41     | +3.29     |
| 5                 | 6     | AUS Ami Matsuo          | 1:59.63     | +3.51     |
| 6                 | 7     | HKG Bernardette Haughey | 2:00.08     | +3.96     |
| 7                 | 2     | RUS Daria Mullakaeva    | 2:01.32     | +5.20     |
| 8                 | 1     | ITA Rachele Ceracchi    | 2:01.32     | +5.20     |